# 植田圭輔
植田 圭輔（うえだ けいすけ、1989年9月5日 - ）は、日本の俳優、タレントである。大阪府東大阪市出身。2007年に俳優デビュー。Pasture所属。

## 略歴
- 2006年、高校2年生の時に第19回ジュノン・スーパーボーイ・コンテストのファイナリストに選ばれる[6]。同大会の関西出身ファイナリスト木ノ本嶺浩・木戸邑弥との3名による「トリプルK」の一員であった[7]。
- 2018年、ヤマハミュージックコミュニケーションズよりメジャーデビューし、音楽活動にも活動の幅を広げている[8]。
- 2022年、舞台『はじまりのカーテンコール〜your Note〜』で初の原案・演出を手掛けた[9]。
- 2024年6月2日よりPasture所属[10]。

## 人物
- 趣味はモルック、サッカー、ギター、ドライブ[11]、ONE PIECEカードゲーム[12]。
- 姉1人、妹2人の4人兄妹[13]。第18回のジュノン・スーパーボーイ・コンテストには姉が書類を送った。しかし落選してしまい「たいしたことないな」と言われたことがきっかけで次の年は自分で書類を送り、ファイナリストとなった[14][15][1]。コンテストの最終審査では藤井フミヤの「TRUE LOVE」を弾き語りで披露した。その時の忘れられない失敗として、サビで裏声を出すときに声がひっくり返ってしまったことを挙げている[16][1]。

### モルック
- モルックは2020年にさらば青春の光・森田哲矢の勧めにより始め、周りの俳優への布教や公式大会へ出場するなど、本格的に入れ込んだ活動をしている。
- 2021年、さらば青春の光・森田と共に日本モルック協会公認アンバサダーに就任[17]。同年、スポーツバラエティ番組『あつまれっ！炎のモルックリーグ！』が製作され、9月から配信開始[18]。
- 2023年10月21日・22日に開催された第10回記念大会モルック日本大会in鹿児島に選手として参加した[19]。

## 出演
太字は主演。

### 舞台
2007年
- オサエロ（5月 - 6月）
- 六畳一間で愛してる（8月）
- 少年陰陽師〈歌絵巻〉 -この少年、晴明の後継につき-（10月） - 主演・安倍昌浩 役

2008年
- Kiss Me You〜頑張ったシンプー達へ〜（5月）
- 戦後62年を飛び越えて 〜二つの特攻隊の物語〜（5月）
- THE LONGKISS★GOOD NIGHT（6月） - キット 役
- THE BUTTERFLY EFFECT（11月） - ヴォリン 役

2009年
- うばクラ-UBAKURA-（1月、東京芸術劇場小ホール） - 門前翔一 役
- 幕末太陽伝 〜RUN&RUN その情熱の行方〜（1月 - 2月、吉祥寺シアター） - 鷺沢碧 役
- THE BUTTERFLY EFFECT（4月） - ヴォリン 役
- 喀血!! 銀玉高校応援団〜凄春☆番外篇〜（5月 - 6月）
- 空の境界 〜岡田以蔵異聞（8月）
- タクミくんシリーズ そして春風にささやいて（12月） - 高林泉 役
- Christmas Carol（12月）

2010年
- 『トーマの心臓』『訪問者』（2月 - 4月、紀伊國屋ホール 他） - トーマの心臓：アンテ 役、訪問者：ステファン 役
- Romeo×Juliet（6月） - ジュリエット 役 
- 夏目漱石推理帳 〜第六天魔王の最期（7月） - 平井太郎（江戸川乱歩） 役
- 朗読劇 青い鳥（8月）
- 流れる雲よ 〜未来から愛を込めて（9月）
- THE BUTTERFLY EFFECT 〜Neo Loneliness〜（10月）
- ミラクル☆トレイン〜大江戸線へようこそ〜（12月） - 汐留行 役

2011年
- 灰とダイヤモンド（2月、ワーサルシアター）
- Romeo×Juliet 〜legend of painful heart〜（3月、中目黒キンケロシアター） - ジュリエット 役
- 遙かなる時空の中で2 再演（5月 - 6月） - 彰紋（あきふみ） 役
- コントンクラブ image5（10月）
- Snow flake“THE LONG KISS★GOOD NIGHT”番外編（12月、シアターグリーンBASE THEATER） - キット 役

2012年
- 灰とダイヤモンド（2月） - ピザ屋 役
- OZ-オズ-（2月 - 3月、シアターサンモール 他） -  リオン（子供） / ピーター 役
- ミラクル☆トレイン〜大江戸線へようこそ〜2nd approach（4月）  - 汐留行 役
- WORKING!!（5月） - 常連客 役
- VERSUS -バーサス-（8月、ウッディシアター中目黒） - 主演・三神聖人 役
- MOTHER〜特攻の母 鳥濱トメ物語〜（9月、新国立劇場小劇場） - 柴田正男 役
- 夜のミラクル☆トレイン〜大江戸線へようこそ〜 Sweet Dream Express （12月、新宿FACE）  - 汐留行 役

2013年
- 弱虫ペダル 箱根学園篇〜眠れる直線鬼〜（1月、紀伊國屋サザンシアター） - 真波山岳 役
- 虚言の城の王子（3月、吉祥寺シアター） - かなた 役
- CLOUD NINE（5月、シアターサンモール） - 影兎 役
- The Tempest（6月、シアターグリーン BIG TREE THEATER） - エアリエル 役
- 組曲『空想』（7月、シアター風姿花伝） - 日替わりゲスト
- THE LIGHT（7月、ウッディーシアター中目黒） - 日替わりゲスト
- 弱虫ペダル インターハイ篇 The First Result（8月 - 9月、サンシャイン劇場 他） - 真波山岳 役
- TRISK（10月、ワーサルシアター八幡山劇場） - 主演・水木ハル 役
- 朗読劇 極上文學V『Kの昇天〜或はKの溺死〜』（11月 - 12月、全労済ホール スペース・ゼロ） - 読み師（K）役
- 歳末明治座 る・フェア 〜年末だよ！みんな集合!!〜（12月、明治座 / NHK大阪ホール） - 源行家 役

2014年
- PERSONA3 -ペルソナ3- the Weird Masquerade 第1弾 青の覚醒（1月、シアターGロッソ）  - ファルロス 役
- 弱虫ペダル インターハイ篇 The Second Order（3月、天王洲 銀河劇場 他） - 真波山岳 役
- ハンサム落語 第四幕（5月14日 - 18日、CBGKシブゲキ!!）
- 朗読劇 極上文學VI『ドグラ・マグラ』（6月 - 7月、紀伊國屋ホール 他） - モヨ子 役、青年I 役
- 『風のバッキャロー!!』まごころ食堂編（7月15日 - 21日、シアターグリーンBOX in BOX THEATER）
- K（8月6日 - 10日、六本木ブルーシアター） - 八田美咲 役
- PERSONA3 -ペルソナ3- the Weird Masquerade 第2弾 〜群青の迷宮〜（9月16日 - 23日、シアター1010）  - ファルロス 役
- 弱虫ペダル 箱根学園篇 野獣覚醒（10月 - 11月、シアターBRAVA! 他） - 真波山岳 役
- バカフキ！（11月13日 - 16日、全労済ホール/スペース･ゼロ） - キャラケン 役
- 『島のバッキャロー!!』まごころ食堂編（12月5日 - 14日、シアターグリーンBOX in BOX THEATER）
- BOYS★TALK（12月25日 - 28日、新宿FACE） - うめちゃん 役

2015年
- WILD HALF〜奇跡の確率〜（1月15日 - 18日、六行会ホール） - 阿部祥平 役
- 弱虫ペダル インターハイ篇 The WINNER（3月、日本青年館大ホール 他） - 真波山岳 役
- 戦国無双 -関ヶ原の章-（5月2日 - 7日、シアター1010） - 石田三成 役
- PERSONA3 -ペルソナ3- the Weird Masquerade 第3弾 〜蒼鉛の結晶〜（6月、シアターGロッソ） - ファルロス/望月綾時 役
- ハンサム落語 第六幕（6月26日 - 7月5日、CBGKシブゲキ!! 他）
- K 第二章-AROUSAL OF KING-（8月、AiiA 2.5 Theater Tokyo 他） - 八田美咲 役
- Flying Trip『KAJITSU-過日-』（9月11日 - 15日、あうるすぽっと）  - 主演・蓮見啓一 役
- 弱虫ペダル IRREGULAR〜2つの頂上〜（10月 - 11月、日本特殊陶業市民会館 フォレストホール 他） - 真波山岳 役
- PRINCE KAGUYA（12月2日、松下IMPホール） - 彼自身 （日替わりゲスト）
- ミュージカル『ヘタリア』Singin' in the World（12月24日 - 29日、六本木ブルーシアター） - 日本 役
- 晦日明治座 納め・る祭〜あんまり歌い過ぎると攻められちゃうよ〜（12月30日、明治座） - ゲスト出演

2016年
- おん･すてーじ 真夜中の弥次さん喜多さん（1月13日、シアターGロッソ） - うその喜多さん（日替わりゲスト） 役
- ノラガミ（1月28日 - 31日、AiiA 2.5 Theater Tokyo） - 雪音 役
- 朗読劇『ラヴ・レターズ』（2月8日、パルコ劇場） - アンディー 役
- 弱虫ペダル 総北新世代、始動（3月、日本特殊陶業市民会館 フォレストホール 他） - 真波山岳 役
- 曇天に笑う（5月 - 6月、天王洲 銀河劇場 他） - 曇空丸 役
- 戦国無双 -四国遠征の章-（6月29日 - 7月4日、AiiA 2.5 Theater Tokyo） - 主演・石田三成 役
- K -Lost Small World-（7月、AiiA 2.5 Theater Tokyo 他） -  主演・八田美咲 役
- インフェルノ（9月、シアターGロッソ） - 主演・リッカ 役
- おそ松さん on STAGE 〜SIX MEN’S SHOW TIME〜（9月 - 10月、シアタードラマシティ 他） - チョロ松 役
- ハンサム落語 第八幕（11月1日、CBGKシブゲキ!!）
- ミュージカル『ヘタリア』 The Great World（11月、シアター1010） - 日本 役
- 剣豪将軍義輝（前編）（12月8日 - 14日、EXシアター六本木） - 松岡兵庫助 役
- ウルトラヒーローズ THE LIVE アクロバトル クロニクル2016（12月17日 - 18日、名古屋市公会堂） - 名古屋公演ゲスト
- 新朗読企画 久世光彦 黄昏かげろう座『赤いろうそくと人魚』『魔術師』（12月23日・24日、スペースFS汐留）

2017年
- ミュージカル『しゃばけ』（1月19日 - 28日、紀伊国屋サザンシアター） - 主演 ・一太郎 役
- 朗読劇『旅猫リポート』（1月25日 - 29日、博品館劇場） - ナナ 役
- ノラガミ－神と絆－（2月16日 - 26日、AiiA 2.5 Theater Tokyo） - 雪音 役
- スーパーダンガンロンパ2 THE STAGE 〜さよなら絶望学園〜 2017（3月 - 4月、Zeppブルーシアター六本木 他） - 九頭龍冬彦 役
- PERSONA3 -ペルソナ3- the Weird Masquerade 最終章 〜碧空の彼方へ〜（4月14日 - 23日、シアターGロッソ） - 望月綾時 役
- 劇団シャイニング from うたの☆プリンスさまっ♪ 天下無敵の忍び道（6月 - 7月、シアターGロッソ 他） - 翔ノ助 役
- ミュージカル『ヘタリア In the new world』（7月 - 8月、NHK大阪ホール 他） - 日本 役
- 王室教師ハイネ（9月、Zeppブルーシアター六本木 他） - 主演・ハイネ・ヴィトゲンシュタイン 役
- K -MISSING KINGS-（10月、京都劇場 他） - 八田美咲 役
- THE BAMBI SHOW 2ND STAGE（11月17日 - 23日、CBGKシブゲキ!!）
- 文豪ストレイドッグス（12月 - 2018年2月、KAAT神奈川芸術劇場 他） - 中原中也 役
- STAGE FES 2017（12月31日、大宮ソニックシティ 大ホール）

2018年
- おそ松さん on STAGE 〜SIX MEN’S SHOW TIME2〜（2月 - 3月、梅田芸術劇場）  - チョロ松 役
- ミュージカル『ヘタリア』FINAL LIVE A World in the Universe（3月、幕張メッセ イベントホール 他） - 日本 役
- 火花〜Ghost of the Novelist〜（3月 - 4月、紀伊國屋ホール） - 徳永 役
- 劇団アニメ座ハイブリッド 舞台俳優は伊達じゃない！（4月6日、CBGKシブゲキ!!） - 日替わりゲスト
- ミュージカル『しゃばけ』参 ねこのばば（4月28日 - 5月7日、シアターサンモール）  - 主演 ・一太郎 役
- 火花〜Ghost of the Novelist〜（5月9日 - 12日、松下IMPホール） - 徳永 役
- ミュージカル『しゃばけ』参 ねこのばば（5月19日・20日、大阪ビジネスパーク円形ホール）
- 劇団シャイニング from うたの☆プリンスさまっ♪『SHINING REVUE』（5月 - 6月、日本青年館ホール） - 翔ノ助 役
- モニタリンGood!〜それが大事〜（7月14日 - 16日、オルタナティブシアター）
- 7Days Judgement -死神の精度-（8月 - 9月、あうるすぽっと 他） - 阿久津 役
- RE:VOLVER（10月、シアター1010 他）  - 主演・聖木（スズキ） 役
- 朗読劇『あっくんとカノジョ』〜松尾真砂の日常〜（10月25日、科学技術館 サイエンスホール） - 主演・松尾真砂 役
- 喜劇『おそ松さん』（11月、日本青年館ホール 他）  - チョロ松 役
- 『pet』─壊れた水槽─（12月5日 - 9日、草月ホール） -  主演・ヒロキ 役
- STAGE FES 2018（12月31日、大宮ソニックシティ 大ホール）

2019年
- MANKAI STAGE『A3!』〜AUTUMN & WINTER 2019〜（1月 - 3月、日本青年館ホール 他） - 御影密 役
- 王室教師ハイネ-THE MUSICAL II-（4月、TOKYO DOME CITY HALL 他） - 主演・ハイネ・ヴィトゲンシュタイン 役
- 文豪ストレイドッグス 三社鼎立（6月 - 7月、北上市文化交流センター さくらホール 大ホール 他） - 中原中也 役
- 『pet』─虹のある場所─（7月29日 - 8月4日、草月ホール） - 主演・ヒロキ 役
- 音楽朗読劇『ヘブンズ・レコード〜青空編〜』（9月12日 - 16日、よみうりホール）
- 劇団シャイニング from うたの☆プリンスさまっ♪エヴリィBuddy!（10月、梅田芸術劇場 シアター・ドラマシティ 他） - ショウ 役
- おそ松さん on STAGE 〜SIX MEN’S SHOW TIME3〜（11月 - 12月、あましん アルカイックホール 他）  - チョロ松 役
- STAGE FES 2019-2020（12月31日、大宮ソニックシティ 大ホール）  - チョロ松 役

2020年
- 鬼滅の刃（1月 - 2月、天王洲 銀河劇場 他） - 我妻善逸 役
- 朗読劇『蒲田行進曲完結編 銀ちゃんが逝く』（7月10日 - 12日・追加公演:23日 - 26日、紀伊國屋ホール） - ヤス 役
- MANKAI STAGE『A3!』〜WINTER 2020.08〜（8月16日 - 22日、天王洲 銀河劇場） - 御影密 役
- リーディングステージ『法廷の王様』（8月28日・29日・31日、ニッショーホール） - 雨宮凛空 役
- Equal イコール（10月1日・11日、DDD青山クロスシアター）
- MANKAI STAGE『A3!』 Four Seasons LIVE 2020（9月17日 - 20日、東京ガーデンシアター） - 御影密 役

2021年
- チョコレート戦争〜a tale of the truth〜（1月16日 - 31日、大阪メルパルクホール 他） -  主演・久保南碕 役
- 朗読劇『私立探偵 濱マイク』我が人生最悪の時（2月17日 - 23日、ヒューリックホール東京） -  楊海平 役
- 結婚しないの？小山内三兄弟（3月5日・7日、草月ホール） - 江里山 役 （日替わりゲスト）
- 文豪ストレイドッグス DEAD APPLE（4月16日 - 5月5日、COOL JAPAN PARK OSAKA WW ホール 他） - 中原中也 役
- MANKAI STAGE『A3!』〜WINTER 2021〜（5月20日 - 6月13日、TACHIKAWA STAGE GARDEN 他） - 御影密 役
- 鬼滅の刃 其ノ弐 絆（8月、天王洲 銀河劇場 他） - 我妻善逸 役
- 文豪ストレイドッグス 太宰、中也、十五歳（10月5日 - 24日、よみうり大手町ホール 他） - 主演・中原中也 役
- トキワ荘のアオハル（11月3日・4日、東京芸術劇場 プレイハウス） - 主演・イワモリハルオ 役（石田明とダブル主演）
- ワールドトリガー the Stage（11月19日 - 12月5日、品川プリンスホテル ステラボール 他） - 主演・空閑遊真 役（三雲修役の溝口琢矢とダブル主演）
- ミュージカル『ヘタリア The world is wonderful』（12月、COOL JAPAN PARK OSAKA WWホール 他） - 日本 役

2022年
- ヴァニタスの手記（1月29日・30日、シアター1010） - 主演・ヴァニタス 役
- REAL⇔FAKE 2nd stage SPECIAL EVENT QUEEN RECORDS SUPER LIVE（2月2日、パシフィコ横浜 国立大ホール）
- MANKAI STAGE『A3!』Troupe LIVEWINTER 2022（2月23日 - 26日、TACHIKAWA STAGE GARDEN）
- 東京リベンジャーズ－血のハロウィン編－（3月18日 - 4月1日、COOL JAPAN PARK OSAKA WWホール 他） - 松野千冬 役
- MANKAI STAGE『A3!』 ACT2! SPRING 2022（4月22日 - 5月30日、東京国際フォーラム ホールC 他） - 御影密 役
- 文豪ストレイドッグス STORM BRINGER（6月24日 - 7月3日、日本青年館ホール 他） - 主演・中原中也 役
- ワールドトリガー the Stage 大規模侵攻編（8月5日 - 21日、品川プリンスホテル ステラボール 他） - 主演・空閑遊真 役
- 鬼滅の刃 其ノ参 無限夢列車（9月 - 10月） - 我妻善逸 役
- 殺陣まつり 和風三国志（12月17日、明治座） -  劉備 役

2023年
- MANKAI STAGE『A3!』 ACT2! WINTER 2023（1月21日 - 2月26日、TACHIKAWA STAGE GARDEN 他）
- ヴァニタスの手記 -Encore-（3月10日 - 12日、サンシャイン劇場） - 主演・ヴァニタス 役
- 音楽朗読劇『四月は君の嘘』（3月27日、飛行船シアター） -  主演・有馬公生 役
- ミュージカル『ヘタリアThe Fantastic World』（4月、東大阪市文化創造館 Dream House 大ホール 他） - 日本 役
- 文豪ストレイドッグス 共喰い（6月9日 - 7月2日、COOL JAPAN PARK OSAKA WWホール 他） - 中原中也 役
- ワールドトリガー the Stage B級ランク戦開始編（8月、東京・大阪） - 主演・空閑遊真 役
- 舞台『刀剣乱舞』七周年感謝祭 夢語刀宴會（ゆめがたりかたなのうたげ）（8月6日、幕張メッセ 幕張イベントホール） - 大和守安定 役
- REAL⇔FAKE Final Stage SPECIAL EVENT（8月14日、東京国際フォーラム ホールA）
- ブラッククローバー the Stage（9月14日 - 24日、シアター1010 他） - 主演・アスタ 役
- リーディングシアター『アドレナリンの夜』（10月4日、東京建物Brillia HALL）
- 鬼滅の刃 其ノ肆 遊郭潜入（11月 - 12月、メルパルクホール大阪 他） - 我妻善逸 役
- 東京リベンジャーズ－聖夜決戦編－（12月22日 - 2024年1月8日、東大阪市文化創造館 Dream House 大ホール 他） - 松野千冬 役

2024年
- MANKAI STAGE『A3!』 ACT2! WINTER 2024（4月 - 5月、東京・大阪） - 御影密 役
- 舞台『刀剣乱舞』心伝（しでん） つけたり奇譚の走馬灯（6月8日 - 7月21日、THEATER MILANO-Za 他）- 大和守安定 役
- 東京リベンジャーズ－天竺編－（8月29日 - 9月16日、森ノ宮ピロティホール 他） - 松野千冬 役
- 舞台『ハンドレッドノート〜暗闇に消えた月〜』（10月5日、品川プリンスホテル クラブeX） - 日替わりゲスト
- ワールドトリガー the Stage ガロプラ迎撃編（10月25日 - 11月24日、シアターH 他） - 主演・空閑遊真 役
- 演劇ドラフトグランプリ THE FINAL（12月10日〈予定〉、日本武道館）

2025年
- 舞台タメ劇 vol.1『タイムカプセル Bye Bye Days』（1月9日 - 26日、紀伊國屋ホール） - ゆーぼー（小山優作） 役
- ワールドトリガー the Stage B級ランク戦最終決戦編（4月12日 - 5月11日、日本青年館ホール 他） - 主演・空閑遊真 役
- ミュージカル『フラガリアメモリーズ』〜純真の結い目〜（5月23日 - 6月8日、シアターH 他） - シエロモート 役
- Fantasy Musical『バースデー』（6月20日 - 29日、品川プリンスホテル ステラボール） - 映像出演
- 舞台『東京リベンジャーズ－The LAST LEAP－』（6月26日 - 7月10日、COOL JAPAN PARK OSAKA WWホール 他） - 松野千冬 役
- 舞台『ゲゲゲの鬼太郎2025』（8月2日 - 25日、明治座 他） - 吸血鬼エリート 役
- 舞台『RE:BIRTH』（10月2日 - 13日〈予定〉、飛行船シアター） - 主演・聖木 役（稲垣成弥とダブル主演）
- ミュージカル『フラガリアメモリーズ』〜Promise of Love〜（11月21日 - 12月7日〈予定〉、シアターH 他） - シエロモート 役

### テレビドラマ
- うぬぼれ刑事 第2話（2010年7月、TBS）
- 仮面ライダーウィザード 第14・15話（2012年12月、テレビ朝日） - 石井悟史 役
- 弱虫ペダル（2016年8月 - 10月、BSスカパー！） - 真波山岳 役[174]
  - 弱虫ペダルSeason2（2017年8月 - 12月、BSスカパー！）[175]
- パパ、はじめました（2019年9月 - 11月、Yahoo! JAPAN/BS日テレ） - 上月和泉 役[176]
- REAL⇔FAKE（2019年9月、MBS/TBS 他） - 育田悠輔 役
  - One Day’s Diary（2020年11月22日、TBSチャンネル2）[177]
  - 2nd Stage（2021年6月 - 7月、MBS/TBS 他）[178]
  - Final Stage（2023年1月）[179]
- チョコレート戦争〜朝に道を聞かば夕べに死すとも可なり〜（2020年1月 - 3月、テレビ神奈川） - 久保南碕 役[180]
- FLAIR BARTENDER'Z （2022年7月 - 9月、MBS） - 比嘉玲紀 役[181]
- 推しが上司になりまして（2023年10月 - 12月、テレビ東京） - 佐久本淳也 役[182]

### テレビ番組
- 戦国鍋TV 〜なんとなく歴史が学べる映像〜（2010年 - 2012年、テレビ神奈川 他）
  - 家康徳川の統べりたい話 / 徳川15代将軍 - 徳川家治 役
  - ももいろゴタイロー - 前田利家 役
  - RQ - バイト君 役
  - AKR四十七 - 奥田重盛 役
  - 戦国鍋TVtvkに40年の歴史あり！祝ってみせようホトトギスLIVE （2012年12月31日、テレビ神奈川 他）
  - 戦国鍋TVライブツアー 〜武士ロックフェスティバル2013〜（2013年3月31日、テレビ神奈川 他）
- HAPI▼TRIPPER（ハピ▼トリ）（2018年10月 - 12月、TOKYO MX 他）[183]
- たびメイト「ハワイ5人編」（2018年10月 - 12月、TOKYO MX） [184]
  - たびメイト season2「イタリア編」（2019年10月 - 12月、TOKYO MX）[185]
- 夜な夜なバチェラー飯（2019年3月16日、dTVチャンネル ）
- さらば青春の光のモルック勝ったら10万円 - 第24回 vs2.5次元モルック俳優会（2021年3月30日、TOKYO MX）[186]
- 2.5次元 LIVE SHOW（2021年2月12日、BSスカパー！）[187]
- 2.5ちゃんねる1st SEASON（2021年4月 - 、フジテレビTWO 他） - メインMC[188]
- 植田鳥越口は○○のもとTV（BS11）
- Season1（2022年7月11日 - ）[189][190][191]
- Season2（2023年7月12日〈11日深夜〉 - ）[192][193]
- トラベラーズハイ 沖縄編（2024年4月、フジテレビ）[194]
- 〜企画プレゼンバラエティ〜これ採用っスカ?（2025年5月1日 - 21日、TBS）[195]

### 映画
- ランディーズ（2009年）
- 流れる雲よ（2011年）[196]
- Miss Boys!決戦は甲子園!?編（2011年） - 美山カナタ 役[197] [198]
  - Miss Boys! 友情のゆくえ編（2012年）[199]
- 青春ディスカバリーフィルム〜どこだって青春編〜 「ポケットの中のビスケット」（2017年） - 高橋 役[200]
- クロガラス1（2019年3月、エイベックス・ピクチャーズ） - 悠哉 役
  - クロガラス2（2019年3月）
  - クロガラス0（2021年9月）
  - クロガラス3（2021年9月）
- DOCUMENTARY of 幕末維新伝（2019年4月）[201]
- 三大怪獣グルメ（2020年6月） - 主演・田沼雄太 役[202]
- 文豪ストレイドッグス BEAST（2022年1月） - 中原中也 役
- MANKAI MOVIE『A3!』〜AUTUMN & WINTER〜（2022年3月4日） - 御影密 役[203]
- プロジェクト・カグヤ（2025年10月31日公開予定） - 主演・鳥海蓮 役（荒牧慶彦とダブル主演）[204]

### 配信ドラマ
- 短編ネットドラマ『マネーの馬鹿』（2021年） - 日暮 役[205][206]
- Buddy buddy buddy（2023年） - 本橋好次 役[207]

### 配信番組
- 眉目集麗〜ハンサムビュッフェ〜（2016年4月8日、FOD）[208]
- 2525推しごと（2020年6月20日・21日、ニコニコ生放送）[209]
- 2.5次元男子。〜歌姫へのラブレター〜（2021年3月27日、PIA LIVE STREAM 他）[210]
- あつまれっ！炎のモルックリーグ！（2021年9月1日配信開始、U-NEXT）[18]

### ネット配信
- バンク！バンク！バンク！〜少年銀行強盗団〜（2007年）
- 人生の美楽（2018年11月21日、Schoo）[211]
- 即興演技サイオーガウマ SEASON:04（2020年3月11日）[212][213]
- うち劇『リブ・リブ・リブ』（2020年5月24日） - 山村 役[214]
- 人生人狼 アクトセレクト（2020年8月26日）[215]
- 植田圭輔×好井まさお単独ライブ「スパークス」（2020年9月26日）[216]
- ひとりしばい vol.8『50％』（2020年10月31日）[217]
- TALKING STAND MORINOTH（2021年7月6日）
- 即興劇 マーダーミステリー〜欲張りな超能力者たち〜（2022年8月26日） - 上田怜二 役[218]

### テレビアニメ
- 闇芝居（2013年7月 - 9月、テレビ東京）[219]
- 戦国鳥獣戯画（2016年 - 2017年）
- 王室教師ハイネ（2017年4月 - 6月） - ハイネ・ヴィトゲンシュタイン 役[220]
- あっくんとカノジョ（2018年4月 - 9月） - 松尾真砂 役[221]
- pet（2020年1月 - 3月） - ヒロキ 役[222]

### 劇場アニメ
- 劇場版 王室教師ハイネ（2019年） - ハイネ・ヴィトゲンシュタイン 役[223]

### ゲーム
- 魔界王子と魅惑のナイトメア（2018年） - グラス・ホッズ 役[224]
- イケメンライブ 恋の歌をキミに（2018年 - 2022年） - 銀波弓弦 役[225]
- 東京クロノス（2019年） - 街小路颯太 役[226]
- 千銃士: Rhodoknight（2021年 - 2024年） - 在坂 役[227]

### ミュージックビデオ
- 乃木坂46「ぐるぐるカーテン」（2012年）中田花奈主演ショートストーリー「HATSUKOI」
- かむろ8「スパイなスパイス」（2013年）[228]
- メガマソ「Blind Innocence」（2014年）

### ラジオ
- 植田圭輔・多和田秀弥のカミテかシモテか（2018年4月 - 12月、ラジオ関西）
- 植田圭輔のすじがき！（2018年12月、マンガPark）
- 植ちゃん・学のなにわもぐもぐラジオ（2020年9月6日 - 2023年12月31日 、MBSラジオ）

### CM
- 大鵬薬品工業 ピュアクイックＳ軟膏（2018年）[229]
- UR「団地探偵Ｒ〜ディストピアから来た男 篇」（2020年）[230]

### イベント
- 戦国鍋TV tvkに40年の歴史あり! 祝ってみせようホトトギスLIVE（2012年10月、横浜赤レンガパーク野外特設会場）
- 戦国鍋TVライブツアー 〜武士ロックフェスティバル2013〜（2013年1月）[231]
- 蒼井翔太 presents『Dream Style Collection 2015』 （2015年8月、サンシャイン劇場）
- 超うえフェス2017〜田植えにおいで〜（2017年9月、THE GRAND HALL/10月、ナレッジシアター）
- 劇タメ！新宿フルスロットル学園（2018年9月17日）[232]
- 超うえフェス2019〜田植えで始まる植ちゃん生活 （仮） 〜（2019年8月、THE GRAND HALL/9月、ナレッジシアター）
- Disney 声の王子様 Voice Stars Dream Live 2021（2021年4月11日、神戸ワールド記念ホール）[233]
- 2.5次元男子。LIVE2021（2021年6月25日）[234]
- HADO Actors CUP Vol.1（2022年6月4日、HADO ARENA お台場店）[235]
- 2.5次元男子。LIVE2022（2022年9月29日）[236]
- 1on1「うえフェス2022」オンライン（2022年10月2日）[237]
- 2.5次元男子。LIVE2023 〜僕たちのHot Summer〜（2023年6月14日、LINE CUBE SHIBUYA）[238]
- Keisuke Ueda LIVE 2023〜Three and Four〜（2023年9月29日・30日）[239]
- HADO ACTORS CUP Vol.10（2024年4月24日、なかのZERO）[240]
- Pastureまつり〜関西からの刺客〜（2024年9月20日・21日、大田区民ホールアプリコ・大ホール）
- ACTORS☆LEAGUE in Games 2025（2025年6月10日、東京ガーデンシアター）[241]
- ACTORS☆LEAGUE in Dance 2025（2025年8月26日〈予定〉、国立代々木競技場 第一体育館）[242]
- 『〜企画プレゼンバラエティ〜これ採用っスカ？』誰ですか？日曜日に大事なプレゼン会議を入れたのは！フェスと称した株主総会（2025年9月28日〈予定〉、東京ガーデンシアター）[243]
- ACTORS☆LEAGUE in Futsal 2025（2025年10月7日〈予定〉、東京体育館 メインアリーナ）[244]

## 作品

### 演劇
- はじまりのカーテンコール〜your Note〜（2022年12月2日 - 11日、六行会ホール） - 原案・演出[245][246]

### DVD
- Holiday（2009年2月25日、ユーメイド）

### その他
- オリジナルパソコンシリーズ Type:STAR 第2弾 植田圭輔オリジナルPC・タブレット（2021年12月、スマッシュコア エンターテインメント）[247]
- Dimension movie 植田圭輔（2021年）[248]

## ディスコグラフィ

### シングル
|     | 発売日        | タイトル             | 規格品番      | 規格品番     | 規格品番     |
| --- | ------------- | -------------------- | ------------- | ------------ | ------------ |
| 1st | 2018年5月30日 | START LINE〜時の轍〜 | Beginner Ver. | Black Ver.   | White Ver.   |
| 1st | 2018年5月30日 | START LINE〜時の轍〜 | YCCW-30075    | YCCW-30074/B | YCCW-30073/B |

### アルバム
|     | 発売日        | タイトル   | 規格品番         | 規格品番             | 規格品番                 |
| --- | ------------- | ---------- | ---------------- | -------------------- | ------------------------ |
| 1st | 2019年5月22日 | Voice of.. | Normal ver.      | R ver.               | M ver.                   |
| 1st | 2019年5月22日 | Voice of.. | YCCＷ-10362      | YCCＷ-10361/B        | YCCＷ-10360/B            |
| 2nd | 2021年3月3日  | canvas     | S-ver.（通常版） | E-ver.（初回限定版） | L-ver.（豪華初回限定版） |
| 2nd | 2021年3月3日  | canvas     | YCCW-10386       | YCCW-10385/B         | YCCW-10384/B             |
| 3rd | 2023年3月15日 | RE         | S-ver.（通常版） | E-ver.（初回限定版） | L-ver.（豪華初回限定版） |
| 3rd | 2023年3月15日 | RE         | YCCW-10386       | YCCW-10385/B         | YCCW-10384/B             |

### キャラクターソング
| 発売日         | 商品名                                                            | 歌 | 楽曲                                                         | 備考                                                  |
| -------------- | ----------------------------------------------------------------- | --- | ------------------------------------------------------------ | ----------------------------------------------------- |
| 2017年6月21日  | Prince Night〜どこにいたのさ!? MY PRINCESS〜                      | P4 with T | 「Prince Night〜どこにいたのさ!? MY PRINCESS〜」             | テレビアニメ『王室教師ハイネ』エンディングテーマ      |
| 2017年6月21日  | Prince Night〜どこにいたのさ!? MY PRINCESS〜                      | P4 with T | 「Willkommen〜美しきこの王国で〜」                           | テレビアニメ『王室教師ハイネ』関連曲                  |
| 2018年9月5日   | Own The Night〜イケメンライブ 恋の歌をキミに イケラブ 1st ALBUM〜 | 朱真遥音（KENN）、銀波律（蒼井翔太）、東雲詠介（谷山紀章）、蘇芳楽（梶裕貴）、眞白奏（深町寿成）、千草響一郎（伊東健人）、天宮アンリ（大河元気）、藍墨晃揮（近藤隆）、藤代旋（黒田崇矢）、銀波弓弦（植田圭輔）、椿麻琴（小野友樹）、木蘭宗詩（市川太一） | 「最愛PHRASE」                                               | ゲーム『イケメンライブ 恋の歌をキミに』主題歌         |
| 2019年2月8日   | "友達 以上×敵 未満"                                               | P4 with T | 「"友達 以上×敵 未満"」                                      | 劇場アニメ『劇場版 王室教師ハイネ』エンディングテーマ |
| 2019年2月8日   | "友達 以上×敵 未満"                                               | P4 with T | 「"友達 以上×敵 未満" Remix」 「"友達 以上×敵 未満" Remix2」 | 劇場アニメ『劇場版 王室教師ハイネ』関連曲             |
| 2019年11月27日 | Cheers,Big ears!                                                  | 牧野凪沙（荒牧義彦）、育田悠輔（植田圭輔）、沢瀬凛（小澤廉）、鈴木翔琉（佐藤流司）、梅原黎士郎（松村龍之介）、瀬名征行（和田雅成）、朱音（蒼井翔太） | 「REAL⇔FAKE」 「From now on」 「もしもの願い」               | テレビドラマ『REAL⇔FAKE』                             |
| 2021年6月9日   | RUMOR                                                             | 牧野凪沙（荒牧義彦）、育田悠輔（植田圭輔）、鈴木翔琉（佐藤流司）、梅原黎士郎（松村龍之介）、瀬名征行（和田雅成）、朱音（蒼井翔太） | 「RUMOR」 「僕らの明日へ」                                   | テレビドラマ 『REAL⇔FAKE 2nd Stage』                  |
| 2021年9月8日   | Huddle Up                                                         | 牧野凪沙（荒牧義彦）、育田悠輔（植田圭輔）、鈴木翔琉（佐藤流司）、梅原黎士郎（松村龍之介）、瀬名征行（和田雅成）、卯野紘希（猪野広樹）、稲森弥月（笹森裕貴）、朱音（蒼井翔太）                                                                           | 「RUMOR」 「On My Way」 「R&R」 「Reach 4 the New World」    | テレビドラマ 『REAL⇔FAKE 2nd Stage』                  |

### その他参加作品
| 発売日         | 商品名                                                               | 歌 | 楽曲                                      | 備考 |
| -------------- | -------------------------------------------------------------------- | --- | ----------------------------------------- | ---- |
| 2021年2月24日  | Disney 声の王子様 Voice Stars Dream Selection III                    | 植田圭輔 | 「愛の芽生え」                            |      |
| 2021年2月24日  | Disney 声の王子様 Voice Stars Dream Selection III                    | 伊東健人、植田圭輔、浦田わたる、太田基裕、岡宮来夢、木村良平、島﨑信長、仲田博喜、仲村宗悟、三浦宏規、森久保祥太郎、加藤和樹、浪川大輔 | 「小さな世界」 「ミッキーマウス・マーチ」 |      |
| 2021年2月24日  | Disney 声の王子様 Voice Stars Dream Selection III チケットぴあ特典CD | 植田圭輔 | 「小さな世界」                            |      |
| 2021年11月19日 | Disney 声の王子様 Voice Stars Dream Live 2021 特典DISC3              | 植田圭輔、三浦宏規 | 「美女と野獣」                            |      |
| 2021年11月19日 | Disney 声の王子様 Voice Stars Dream Live 2021 特典DISC3              | 伊東健人、植田圭輔、浦田わたる、太田基裕、岡宮来夢、木村良平、島﨑信長、仲田博喜、仲村宗悟、三浦宏規、森久保祥太郎                     | 「フィール・ザ・ラブ」                    |      |
| 2021年11月19日 | Disney 声の王子様 Voice Stars Dream Live 2021 チケットぴあ特典CD     | 植田圭輔 | 「ミッキーマウス・マーチ」                |      |

## 書籍
- ×植田圭輔 植田圭輔10周年MOOK 出会った出会えた147人とのCROSS（2017年10月4日、廣済堂出版）
- 『うえだぼん』Vol.1 - Vol.3（2021年、CSI）

### 写真集
- R19/少年世界（2009年9月4日、Be With）
- 全部、俺。（2015年9月4日、主婦と生活社）[249] ISBN 978-4-391-14763-6
- 月刊 植田圭輔×小林裕和（2017年8月11日、イーネット・フロンティア）[250] ISBN 978-4-86205-907-9
- ヒダリキキ（2018年9月1日、ヤマハミュージックエンタテインメントホールディングス）[251] ISBN 978-4-636-95839-3
- U and You（2019年3月8日、主婦と生活社）ISBN 978-4-391-15342-2
- Stage Actor Alternative 植田圭輔（2020年）[252]
- Showcase K 〜premiere〜（2021年12月25日、主婦の友インフォス）[253] ISBN 978-4-07-449823-9

### 電子書籍
- 植田圭輔 推しメンFile（2023年8月25日、講談社、撮影：槇野翔太）

### 関連書籍
- ねこカレ（2017年12月6日、TCエンタテインメント）[254]
- ニノダン-From Home To Stage-（2020年、ロングランプランニング）[255]

### ユニットメンバー
1. 1 2  カイ（安里勇哉）、ブルーノ（安達勇人）、レオンハルト（廣瀬大介）、リヒト（蒼井翔太）with ハイネ（植田圭輔）